# Luka Pibernik
Luka Pibernik (23 de octubre de 1993) es un ciclista esloveno que fue profesional entre 2012 y 2020.

## Trayectoria
Saltó al profesionalismo en 2012 con el equipo de su país el Radenska, en esa temporada su mejor resultado fue un tercer puesto en el Campeonato de Eslovenia de Ciclismo en Ruta. En 2013 se proclamó campeón de ruta de su país. Entre otros resultados destacados se encuentra un tercer lugar en el Gran Premio Palio del Recioto y la Carrera de la Paz.
En 2017, durante la cuarta etapa del Giro de Italia, en un circuito donde se pasaba dos veces por la línea de meta, se adelantó y creyéndose ganador, levantó los brazos, al cruza por primera vez por dicha línea.[cita requerida]
Al finalizar el año 2020 anunció su retirada.

## Palmarés
2012
- 3.º en el Campeonato de Eslovenia en Ruta

2013
- Campeonato de Eslovenia en Ruta
- 1 etapa del Tour de la República Checa

2015
- Campeonato de Eslovenia en Ruta

2016
- 1 etapa del Eneco Tour[2]

2018
- 3.º en el Campeonato de Eslovenia en Ruta

## Resultados en Grandes Vueltas y Campeonatos del Mundo
Durante su carrera deportiva consiguió los siguientes puestos en las Grandes Vueltas y en los Campeonatos del Mundo:
| Carrera         | Carrera         | 2012 | 2013 | 2014 | 2015 | 2016  | 2017  | 2018  | 2019  | 2020 |
| --------------- | --------------- | ---- | ---- | ---- | ---- | ----- | ----- | ----- | ----- | ---- |
|                 | Giro de Italia  | —    | —    | —    | —    | —     | 100.º | —     | —     | —    |
|                 | Tour de Francia | —    | —    | —    | —    | 102.º | —     | —     | —     | —    |
|                 | Vuelta a España | —    | —    | —    | —    | —     | —     | 142.º | 109.º | —    |
| Mundial en Ruta | Mundial en Ruta | —    | —    | —    | 47.º | Ab.   | 42.º  | Ab.   | Ab.   | Ab.  |

—: no participa 

Ab.: abandono

## Equipos
- Radenska (2012-2014)
- Lampre-Merida (2015-2016)
- Bahrain (2017-2020)
  - Bahrain Merida (2017-2019)
  - Team Bahrain McLaren (2020)